# Podarcis cretensis
Espèce
Synonymes
- Lacerta erhardii cretensis Wettstein, 1952
- Lacerta erhardii elaphonisii Wettstein, 1952
- Lacerta erhardii leukaorii Wettstein, 1952
- Lacerta erhardii obscura Wettstein, 1952
- Lacerta erhardii punctigularis Wettstein, 1952
- Lacerta erhardii rechingeri Wettstein, 1952
- Lacerta erhardii schiebeli Wettstein, 1952
- Lacerta erhardii werneriana Wettstein, 1952

Statut de conservation UICN

 EN B1ab(iii) : En danger
Podarcis cretensis est une espèce de sauriens de la famille des Lacertidae.

## Répartition
Cette espèce est endémique de Crète en Grèce.

## Étymologie
Son nom d'espèce, composé de cret et du suffixe latin -ensis, « qui vit dans, qui habite », lui a été donné en référence au lieu de sa découverte, la Crète.

## Publication originale
- Wettstein, 1952 : Dreizehn neue Reptilienrassen von den Ägäischen Inseln. Anzeiger der Mathematisch-Naturwissenschaftliche Klasse, Österreichische Akademie der Wissenschaften, vol. 89, p. 251-256.